# Bruno Andreotti
Pour les articles homonymes, voir Andreotti.
Bruno Andreotti est un physicien français né le 29 septembre 1972 à Chenôve, en Côte d'Or. Normalien et docteur en physique, il est professeur à l'université Paris-Cité et chercheur au département de physique de l'École normale supérieure.

## Biographie
Bruno Andreotti entre à l'École normale supérieure en 1992 et est agrégé de sciences physiques en 1995. Il effectue sa thèse au sein du laboratoire de physique statistique de l'École normale supérieure sous la direction d'Yves Couder, et obtient un doctorat de l'université Paris-Diderot en 1999. En 2004, il rejoint le laboratoire de physique et mécanique des milieux hétérogènes (PMMH) de l'École supérieure de physique et de chimie industrielles de la ville de Paris. Il obtient une habilitation à diriger les recherches en 2006 et devient professeur de l'université Paris-Diderot. Il quitte l'École supérieure de physique et de chimie industrielles de la ville de Paris dans le courant des années 2010 pour devenir chercheur au laboratoire de physique de l'École normale supérieure (LPENS).
Il a été membre junior de l'Institut universitaire de France de 2007 à 2017.
Spécialiste de mécanique des milieux continus, de physique non linéaire et de physique statistique, ses études sur les barkhanes, le chant des dunes,, les nervures de feuilles, les avalanches de sable, la dynamique des dunes,, les dunes extra-terrestres,, la dynamique du mouillage des surfaces rigides et déformables, la transmission de SARS-CoV 2 par voie d'aérosol et la microphysique des nuages et de la pluie ont donné lieu à des articles dans la presse et à des conférences pour le grand public. En 2022, ses travaux sur la physique des dunes lui valent, en compagnie de Philippe Claudin, le prix franco-britannique Holweck.
Il a publié plusieurs ouvrages et plus de cent articles scientifiques sur la capillarité, les milieux granulaires, la physique des dunes, l'hydrodynamique, la physique de surface des polymères réticulés, la transmission aéroportée de pathogènes respiratoires ou la physique des nuages. Il enseigne la méthode scientifique et les modalités de véridiction savantes à partir de projets de physique expérimentale.

## Engagements

### Engagement universitaire
Bruno Andreotti est vice-président de l'Association pour la liberté académique (ALIA).
Il est co-organisateur du séminaire Politique des Sciences à l'EHESS, séminaire réflexif sur le métier d'universitaire retransmis en ligne.
Il s'engage en faveur de la création d’une unique université pluridisciplinaire à Paris, avec des formations exigeantes et une recherche reconnue mondialement. Il s'engage également pour un rapprochement des Grandes Écoles et de l'Université, de sorte à former les ingénieurs à la démarche scientifique plutôt qu'à l’entrepreneuriat et à la gestion. Il milite pour une Université fondée sur l'exigence et sur les libertés académiques et défend la création d'établissements universitaires à taille humaine, structurés en petites entités autonomes selon un principe confédéral,. Il plaide pour un financement public de l'université et de la recherche, pour juguler le décrochage économique, scientifique et technique de la France.
Il prend part à la candidature collective de janvier 2020 de plus de 5000 universitaires et chercheurs à la présidence du Hcéres. Entre 2014 et 2020, il contribue aux travaux du « Groupe Jean-Pierre Vernant », un lobby parodique qui rassemblait une soixantaine d'universitaires des établissements franciliens proches de la gauche opposés aux projets de regroupements prévus en Ile-de-France soutenus par la ministre Geneviève Fioraso,. Il était alors décrit comme « marqué à gauche ». Le « Groupe Jean-Pierre Vernant » avait été créé comme reflet caricatural d'un autre groupe proche de la gauche, le « groupe Marc Bloch ». Les « Vernant » reprochaient aux « Marc Bloch » « d’accaparer les postes clés et d’orchestrer les réformes »,.
À la tête de la liste « Nous sommes l'université », Bruno Andreotti est élu en mars 2015 administrateur de la ComUE Université Sorbonne Paris Cité au suffrage indirect, comme représentant des enseignants-chercheurs et des chercheurs. Il est candidat à la présidence de cette ComUE face à Jean-Yves Mérindol, mathématicien, auparavant directeur de l'ENS Cachan et conseiller à la présidence de la République, administrateur nommé par les représentants des établissements de la ComUE, qui fut élu.

### Engagement rationaliste
Bruno Andreotti est membre de l'Union rationaliste.
Bruno Andreotti s'est engagé pour la défense d'une sphère scientifique clairement séparée de la sphère politique dans un éditorial publié dans la revue Zilsel (revue scientifique co-dirigée par Jérôme Lamy et Arnaud Saint-Martin) et intitulé : Contre l’imposture et le pseudo-rationalisme. Renouer avec l’éthique de la disputatio et le savoir comme horizon commun,. Il y défend la disputatio comme fondement de la méthode scientifique et dénonce les figures médiatiques de ce qu'il qualifie de « pseudo-rationalisme ».
Fin mai 2018, à l’invitation de Thomas Legrand, éditorialiste politique à l'initiative d'un comptage des manifestants indépendant des syndicats et du pouvoir, Bruno Andreotti effectue une expertise scientifique des  méthodes de comptage de manifestants et coordonne des mesures de contrôle indépendantes menées par des groupes de chercheurs. Il remet ses résultats à la presse et au cabinet Occurrence sous la forme en usage dans le monde scientifique du « rapport de referee ». Il s'ensuit une couverture médiatique, qui se focalise sur les aspects polémiques,,.